# Arrow (Chicago)
Arrow is een historisch motorfietsmerk.
De bedrijfsnaam was Arrow Motor Co., Chicago (Illinois)
Amerikaans merk dat van 1909 tot 1914 kopieën van de MM-4pk-eencilindermotor op de markt bracht. Volgens sommige bronnen produceerde men ook een eigen 1½pk-blok. De MM motoren waren vrij populair, en er waren meer kopieën van, zoals die van Haverford (in Philadelphia), Peerless (in Boston) en National, maar op hun beurt leken deze blokken weer veel op de eerste versies van Indian. De techniek van de eencilinder Indians was veel gebruikt, omdat ze voor Indian geproduceerd waren door AMC in Aurora (Illinois), maar door dat bedrijf ook aan andere fabrikanten verkocht waren.
- Er was nog een ander merk met de naam Arrow: zie Arrow (Birmingham).